# مطثية براينت
مطثية براينت (الاسم العلمي: Clostridium bryantii) هي نوع من البكتيريا يتبع جنس المطثية من الفصيلة المطثاوية.